# Sangkosh
Sangkosh (nep. साङकोष) – gaun wikas samiti w środkowej części Nepalu w strefie Bagmati w dystrykcie Dhading. Według nepalskiego spisu powszechnego z 2001 roku liczył on 1064 gospodarstw domowych i 5579 mieszkańców (2935 kobiet i 2644 mężczyzn).